# Diplura taunayi
Espèce
Synonymes
- Taunayella taunayi Mello-Leitão, 1923

Diplura taunayi est une espèce d'araignées mygalomorphes de la famille des Dipluridae.

## Distribution
Cette espèce est endémique du Brésil.

## Publication originale
- Mello-Leitão, 1923 : Theraphosideas do Brasil. Revista do Museu Paulista, vol. 13, p. 1-438.